# 2803 Vilho
2803 Vilho è un asteroide della fascia principale. Scoperto nel 1940, presenta un'orbita caratterizzata da un semiasse maggiore pari a 3,1439664 UA e da un'eccentricità di 0,1750424, inclinata di 1,33132° rispetto all'eclittica.